# Cá nạng hải
Cá nạng hải, tên khoa học Manta birostris, là một loài cá thuộc họ Mobulidae. Loài này thuộc chi Manta có hai loài, Chúng là loài cá đuối lớn nhất trong họ Mobulidae, và là loại cá đuối lớn nhất thế giới. và thường được tìm thấy ở vùng biển nhiệt đới và cận nhiệt đới, nhưng cũng có thể được tìm thấy ở vùng biển ôn đới.
Cá nạng hải là cá lớn, dẹp theo chiều ngang có thể phát triển đến một chiều rộng hình đĩa 9 mét (30 ft). Chúng ăn sinh vật phù du mà chúng xúc với miệng lớn của chúng. Thói quen sinh sản của chúng ít được biết đến, nhưng có một (hoặc đôi khi hai) con non được sinh ra sau một thời gian mang thai khoảng một năm.

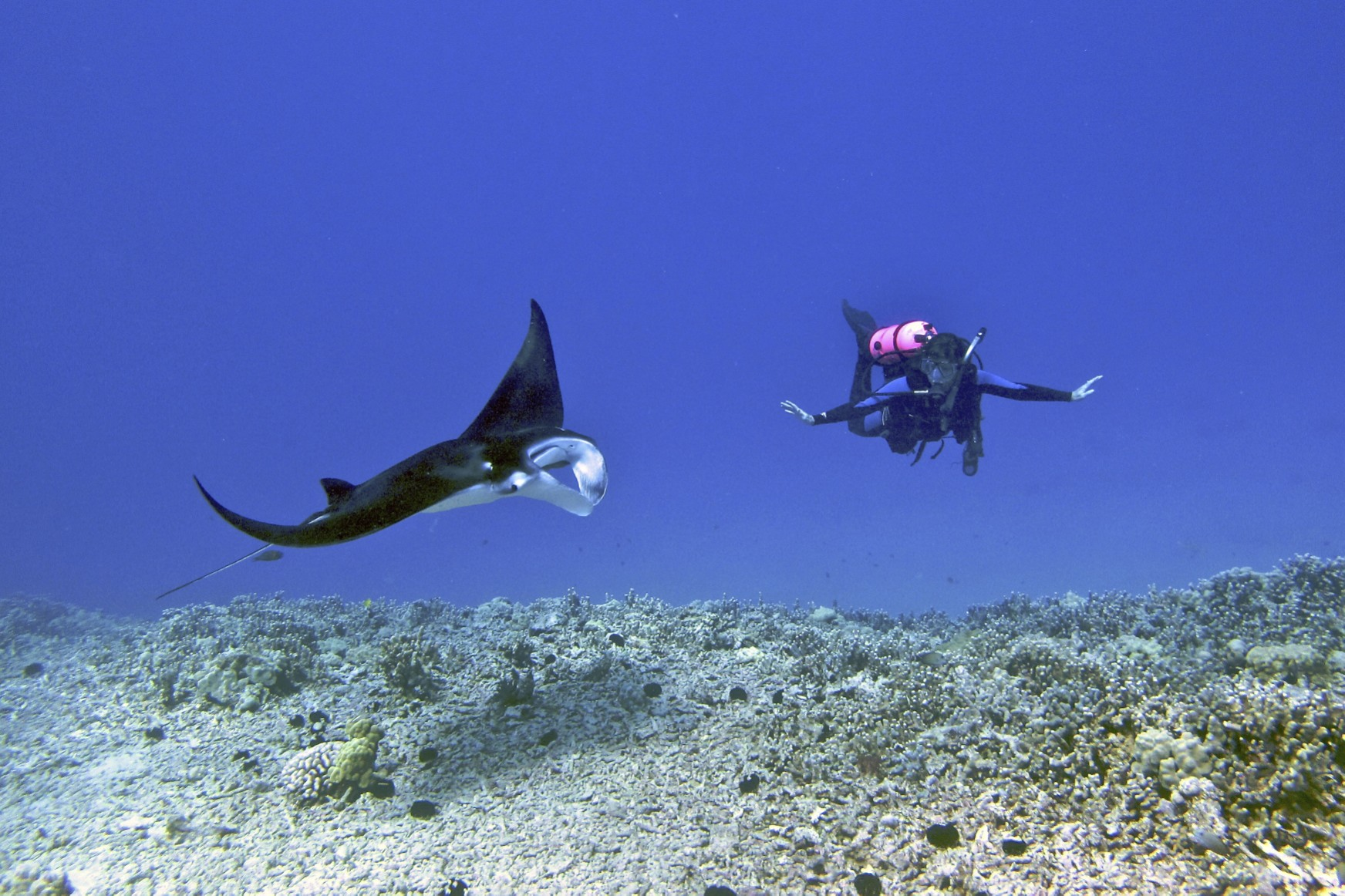
Scuba diver swimming with a young male manta ray in Hawaii
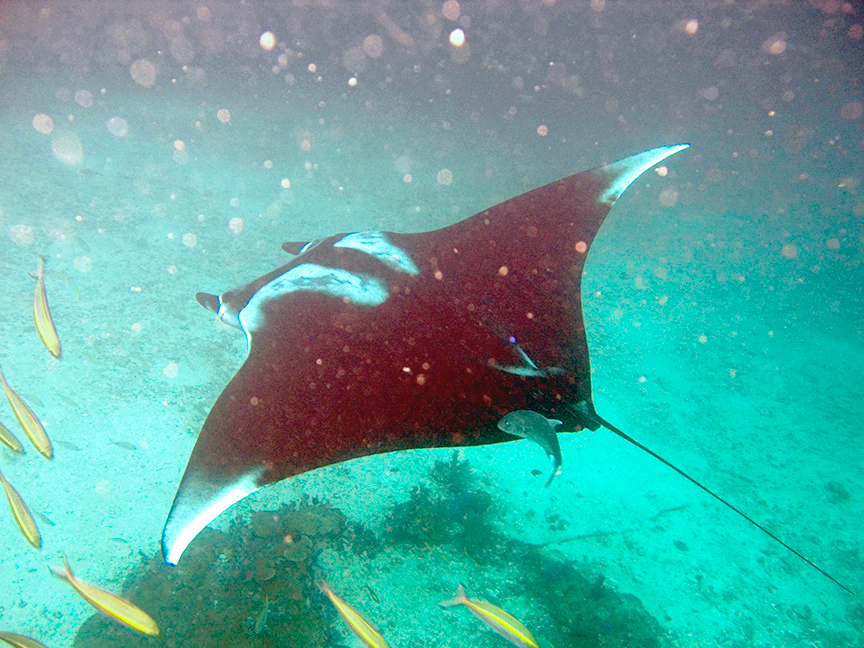
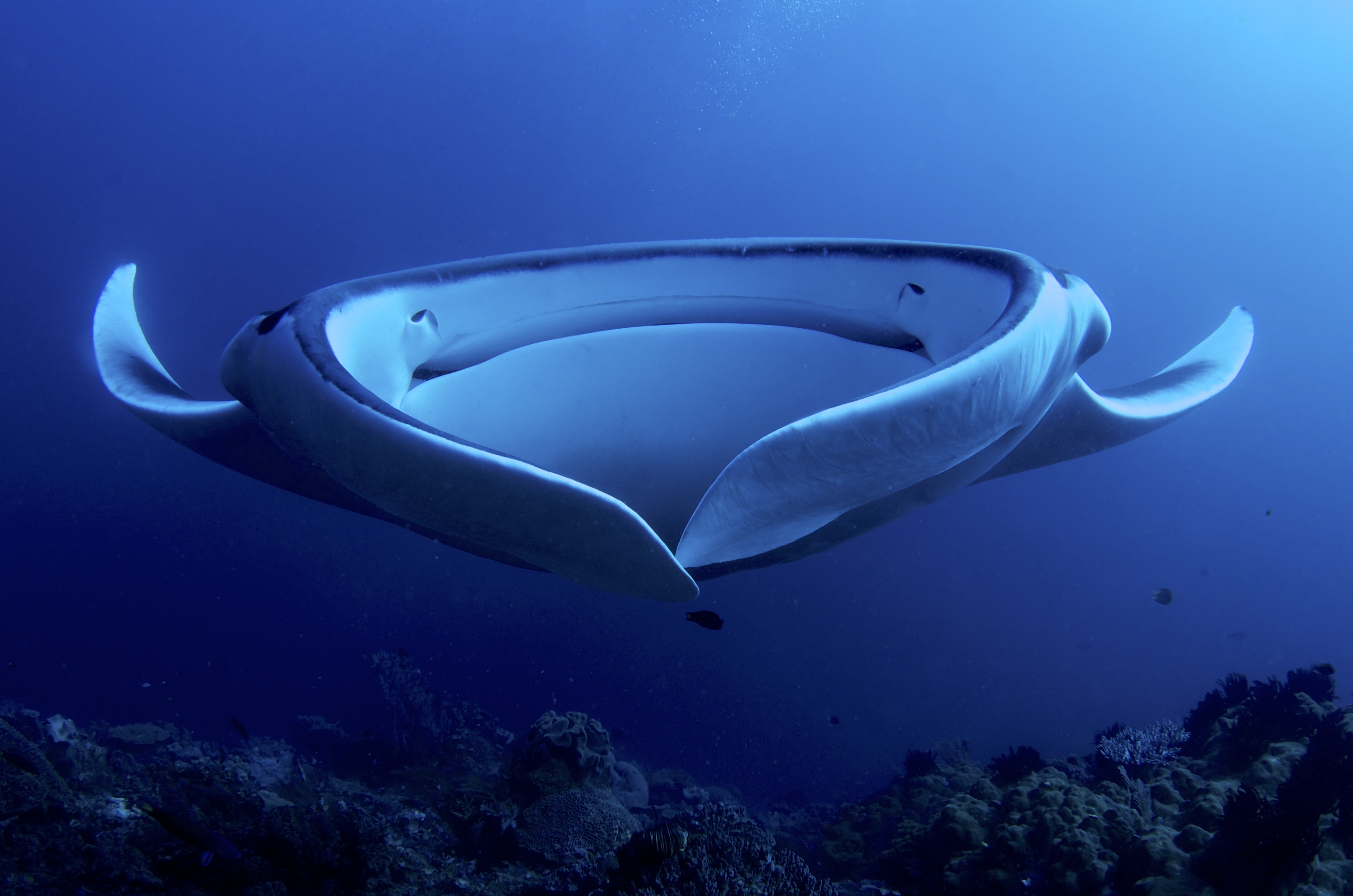